# Valençay
Valençay är en kommun i departementet Indre i regionen Centre-Val de Loire i de centrala delarna av Frankrike. Kommunen ligger i kantonen Valençay som tillhör arrondissementet Châteauroux. År 2022 hade Valençay 2 239 invånare.

## Befolkningsutveckling
Antalet invånare i kommunen Valençay
Referens:INSEE